# 维塔利·沙巴诺夫
维塔利·米哈伊洛维奇·沙巴诺夫（俄语：Виталий Михайлович Шабанов，1923年1月1日—1995年7月30日），苏联军事领导人，1981年晋升大将。1978年至1990年任苏联国防部副部长。

## 生平
1923年生于科斯特罗马省洛巴奇村。1940年中学毕业。1941年3月加入苏联红军。1945年毕业于红军列宁格勒空军学院，在莫斯科空军科学研究所工作，历任工程师-试飞员、主任工程师助理。1949年调入苏联武器装备部第1特种设计局，参与“彗星”无线电遥控系统的开发和测试工作。该成果于1953年获斯大林奖。此后历任主任工程师、实验室副主任、主任设计师、总设计师。
1972年，任“金刚石”中央设计局主任。1974年至1978年，担任苏联无线电工业部副部长，主要负责国防无线电设备的制造工作。1978年至1990年，担任苏联国防部副部长，负责军备问题。1977年1月至1989年2月，兼任苏联国家技术委员会主席。领导开发并装备了各式飞机（苏-25、米-24、图-160、苏-27、米格-29），第三代坦克（T-80），空降军战斗车辆（BMD-2），装甲运兵车（BTR-80），SA-6导弹，2S9自走迫擊砲等新型军事武器。1981年2月18日获社会主义劳动英雄荣誉称号。1990年11月，任苏联国防部总监察组监察员兼军事顾问。1992年1月退役。
沙巴诺夫是苏联共产党中央委员会候补委员（1981年－1983年），苏联共产党中央委员会委员（1983年－1990年）。第十一届苏联最高苏维埃代表（1984年－1989年），苏联人民代表大会代表（1989年－1991年）。
1995年7月30日逝世。葬于昆采沃公墓。

## 军衔
- 少将工程师（1972年12月15日）
- 中将工程师（1977年2月14日）
- 上将工程师（1978年6月29日）
- 大将（1981年11月2日)